# Ironman d'Hawaï 1978
Navigation
Édition suivante
L'Ironman d'Hawaï 1978 se déroule le 18 février 1978 à Oahu (île de la capitale Honolulu) dans l'État d'Hawaï. 1re édition de l'épreuve, il est créé et organisé par John et Judy Collins.

## Résumé historique
Au départ de la course qui se déroule sur les plages de Waikiki le 18 février 1978, 15 athlètes ont répondu à la publicité. John Collins fondateur de l'épreuve lance avant de prendre le départ avec les autres athlètes à un sportif local, une phrase qui le rend aussi célèbre que la compétition naissante : 

« Whoever finishes first, we'll call him the Iron Man. (Qui que soit qui finit le premier, nous l’appellerons l'homme de fer.) »

 Sur les quinze athlètes qui prennent le départ, douze deviennent les premiers Finishers, Gordon Haller devient le premier « Ironman » de l'histoire.

## Résultats

### Hommes
| Pos.     | Temps            | Nom                | Pays       | Détail temps    | Détail temps | Détail temps     | Détail temps | Détail temps    |
| Pos.     | Temps            | Nom                | Pays       | Natation        | T1           | Cyclisme         | T2           | Course à pied   |
| -------- | ---------------- | ------------------ | ---------- | --------------- | ------------ | ---------------- | ------------ | --------------- |
|          | 11 h 46 min 00 s | Gordon Haller      | États-Unis | 1 h 20 min 40 s | 0 min 00 s   | 06 h 56 min 00 s | 0 min 00 s   | 3 h 30 min 00 s |
|          | 12 h 20 min 27 s | John Dunbar        | États-Unis | 1 h 00 min 15 s | 0 min 00 s   | 07 h 04 min 00 s | 0 min 00 s   | 4 h 03 min 00 s |
|          | 13 h 59 min 13 s | Dave Orlowski      | États-Unis | 1 h 09 min 15 s | 0 min 00 s   | 07 h 51 min 00 s | 0 min 00 s   | 4 h 59 min 00 s |
| 4        | 14 h 03 min 25 s | Ian Emberson       | États-Unis | 1 h 01 min 40 s | 0 min 00 s   | 07 h 47 min 00 s | 0 min 00 s   | 5 h 15 min 00 s |
| 5        | 14 h 04 min 35 s | Sterling Lewis     | États-Unis | 1 h 02 min 30 s | 0 min 00 s   | 07 h 47 min 00 s | 0 min 00 s   | 5 h 15 min 00 s |
| 6        | 14 h 45 min 11 s | Tom Knoll          | États-Unis | 2 h 13 min 05 s | 0 min 00 s   | 08 h 19 min 00 s | 0 min 00 s   | 4 h 13 min 00 s |
| 7        | 15 h 30 min 14 s | Henry Jr. Forrest  | États-Unis | 1 h 36 min 42 s | 0 min 00 s   | 08 h 47 min 00 s | 0 min 00 s   | 5 h 06 min 00 s |
| 8        | 16 h 38 min 31 s | Frank Day          | États-Unis | 1 h 44 min 20 s | 0 min 00 s   | 08 h 45 min 00 s | 0 min 00 s   | 6 h 09 min 00 s |
| 9        | 17 h 00 min 38 s | John Collins       | États-Unis | 1 h 31 min 15 s | 0 min 00 s   | 09 h 15 min 00 s | 0 min 00 s   | 6 h 14 min 00 s |
| 10       | 17 h 24 min 22 s | Archie Hapai       | États-Unis | 57 min 35 s     | 0 min 00 s   | 08 h 06 min 00 s | 0 min 00 s   | 8 h 20 min 00 s |
| 11       | 20 h 03 min 28 s | Daniel Hendrickson | États-Unis | 1 h 35 min 35 s | 0 min 00 s   | 11 h 39 min 00 s | 0 min 00 s   | 6 h 48 min 00 s |
| 12       | 21 h 00 min 38 s | Harold Irving      | États-Unis | 1 h 05 min 30 s | 0 min 00 s   | 11 h 04 min 00 s | 0 min 00 s   | 8 h 08 min 00 s |
| 13       | DNF              | John King          | États-Unis | 2 h 02 min 20 s | 0 min 00 s   | 11 h 13 min 00 s |              |                 |
| 14       | DNF              | John Lloyd         | États-Unis | 1 h 37 min 15 s | 0 min 00 s   | 09 h 00 min 00 s |              |                 |
| 15       | DNF              | Ralph Yawata       | États-Unis | 1 h 05 min 55 s |              |                  |              |                 |
| Source : |                  |                    |            |                 |              |                  |              |                 |